# Buckajo
Buckajo är en ort i Australien. Den ligger i kommunen Bega Valley och delstaten New South Wales, i den sydöstra delen av landet, omkring 350 kilometer sydväst om delstatshuvudstaden Sydney. Orten hade 295 invånare år 2016.
Runt Buckajo är det mycket glesbefolkat, med 5 invånare per kvadratkilometer.. Närmaste större samhälle är Bega, omkring 12 kilometer nordost om Buckajo.
Trakten runt Buckajo består till största delen av jordbruksmark. Genomsnittlig årsnederbörd är 1 127 millimeter. Den regnigaste månaden är juni, med i genomsnitt 166 mm nederbörd, och den torraste är juli, med 11 mm nederbörd.